# Henry Stuart, lord Darnley
Henry Stuart (Stewart), 1:e hertig av Albany (oftast omtalad med sin artighetstitel Lord Darnley), född 7 december 1545 på Temple Newsam, död (mördad) 10 februari 1567 i Edinburgh, var Maria  Stuarts kusin och andre make, far till hennes efterträdare på den skotska tronen Jakob VI av Skottland, som även kallades Jakob I av England.

## Biografi
Henry Stuart var son till Margaret och Matthew Stuart, 4:e earl av Lennox. Hans mormor var Margareta av England, syster till Henrik VIII av England.
Henry Stuart gifte sig med Maria Stuart den 29 juli 1565 i Edinburgh och fick då titeln "Kung av Skottland", men han var endast prinsgemål utan kunglig makt. Han beskrivs som omogen och äktenskapet var en katastrof. Han var impopulär bland adeln och kunde vara grym och våldsam. Maria blev gravid, och Darnley alltmer krävande. Hans svartsjuka gentemot Marias sekreterare David Rizzio kulminerade i det blodiga mordet på Rizzio utfört 1566 av Darnley och hans vänner i den då gravida drottningens åsyn.
Då sonen fötts och tronföljden var säkrad, kontaktade Maria vännen James Hepburn, 4:e earl av Bothwell, för att få hjälp. Den 10 februari 1567 upptäcktes Lord Darnleys lik i trädgårdarna vid Provost's Lodging i Edinburgh, där han bott. En explosion hade inträffat där den natten och bevisen tyder på att Darnley hade undkommit det mordförsöket, bara för att sedan bli mördad då han tog sig ut. Misstankar föll både på Bothwell och på Maria som en kort tid därefter gifte om sig. Darnleys död var en nyckelhändelse i den nedåtgående spiral som ledde till hennes förlust av den skotska kronan. Det finns inga bevis för att Maria låg bakom sin makes död, men brev mellan Bothwell och henne själv, kända som "The Casket Letters", har använts för att vända åsikter åt det hållet.

### Webbkällor
- ”Murder at Kirk o’ Field”. The National Archives, Kew, Richmond, Surrey. http://www.nationalarchives.gov.uk/education/resources/kirk-o-field/. Läst 11 oktober 2016.